# Grayia ornata
Grayia ornata är en ormart som beskrevs av Bocage 1866. Grayia ornata ingår i släktet Grayia, och familjen snokar. Inga underarter finns listade.
De största exemplaren är 1,5 meter långa. Ormen har en brun ovansida och mörkbruna tvärband. Undersidan är ljusare men den blir mörk fram till svansen.

## Utbredning
Grayia ornata förekommer i centrala Afrika. Den har påträffats i Angola, Demokratiska Republiken Kongo, Gabon, Ekvatorialguinea, Kamerun, Zambia och Centralafrikanska republiken. Arten lever i låglandet och i bergstrakter upp till 1450 meter över havet. Den vistas i fuktiga skogar och i träskmarker.
Några exemplar som simmar hamnar som bifångst i fiskenät. Hela populationen anses vara stabil. IUCN listar arten som livskraftig (LC).